# Emili Carles de Leiningen
Emili Carles de Leiningen (en alemany Emich Carl zu Leiningen) va néixer a Dürkheim el 27 de setembre de 1763 i va morir a Amorbach el 4 de juliol de 1814. Era el quart fill del comte Carles Frederic de Leiningen-Dagsburg-Hartenburg (1724-1807) i de la comtessa Cristina Guillemina de Solms-Rödelheim-Assenheim (1736-1803).
El 3 de juliol de 1779 el seu pare va ser ascendit al rang de príncep del Sacre Imperi Romanogermànic de manera que Emili Carles es va convertir en príncep hereu de Leiningen. Una prerrogativa que el seu pare va perdre el 1801 arran de les guerres napoleòniques quan va perdre els dominis que tenia al merge esquerra del Rin; però dos anys després va ser recompensat amb nous territoris ubicats a Baden, Baviera i Hessen, amb capital de Amorbach.
I uns pocs anys després, el 1806 va perdre la seva soberania a causa del procés de mediatització dels petits principats i comtats independents del Sacre Imperi Romanogermànic. A l'any següent, va heretar del seu pare el títol i les possessions que tenia.

## Matrimoni i fills
El 14 de juliol de 1787 es va casar amb Enriqueta de Reuss-Ebersdorf (1767-1801), la filla petita d'Enric XXIV de Reuss-Ebersdorf (1724-1779) i de la comtessa Carolina Ernestina d'Erbach-Schönberg (1727-1796); però ella va morir el 3 de setembre de 1801. El matrimoni va tenir un fill, Frederic Carles (1 de març de 1793 – 22 de febrer de 1800), que va morir als set anys.
Emili Carles es va casar per segona vegada el 21 de desembre de 1803 amb Victòria de Saxònia-Coburg Saalfeld (1786-1861), la quarta filla del duc Francesc I de Saxònia-Coburg-Saalfeld (1750-1806) i d'Augusta de Reuss-Ebersdorf (1757-1831). La parella va tenir dos fills:
- Carles Frederic, duc de Leiningen (1804-1856).
- Feodora de Leiningen (1807 –1872), princesa que es va casar amb Ernest I de Hohenlohe-Langenburg (1794-1860).

La seva vídua Victòria de Saxònia-Coburg Saafeld va ser la mare de la reina Victòria I del Regne Unit, ja que després es va casar amb el duc Eduard de Kent, el cinquè fill del rei Jordi III.